# Liga Futebol Amadora Primeira Divisão
Die Liga Futebol Amadora Primeira Divisão (abgekürzt auch LFA Primeira Divisão) ist die höchste Liga Osttimors. Sie löste 2015 zusammen mit der zweiten Liga, der Liga Futebol Amadora Segunda Divisão, die ab 2000 ausgetragene Super Liga als höchste Spielklasse des Landes ab. 2016 wurden alle Ligaspiele im Nationalstadion von Osttimor in Dili, der Hauptstadt Osttimors ausgetragen. 2017 waren neben Dili auch Baucau und Maliana Austragungsorte. Aktueller Titelträger 2021 sowie Rekordmeister mit zwei Erfolgen ist Karketu Dili.

## Aktuelle Saison
An der Spielzeit 2023 nahmen die folgenden zehn Vereine teil. 
| Verein                  | Beheimatet in |
| ----------------------- | ------------- |
| AS Ponta Leste          | Dili          |
| Académica FC            | Dili          |
| Aitana FC               | Dili          |
| Assalam FC              | Dili          |
| Atlético Ultramar       | Manatuto      |
| Emmanuel FC             | Dili          |
| Karketu Dili            | Dili          |
| FC Lalenok United       | Dili          |
| FC Porto Taibesse       | Dili          |
| Sport Laulara e Benfica | Laulara       |

## Meisterhistorie
| Saison | Meister                 | 2. Platz          | 3. Platz                |
| ------ | ----------------------- | ----------------- | ----------------------- |
| 2016   | Sport Laulara e Benfica | Karketu Dili      | FC Porto Taibesse       |
| 2017   | Karketu Dili            | AS Ponta Leste    | Carsae FC (Boavista)    |
| 2018   | Boavista FC             | Karketu Dili      | Atlético Ultramar       |
| 2019   | FC Lalenok United       | Boavista FC       | AS Ponta Leste          |
| 2020   | Keine Austragung        | Keine Austragung  | Keine Austragung        |
| 2021   | Karketu Dili            | FC Lalenok United | AS Ponta Leste          |
| 2022   | Keine Austragung        | Keine Austragung  | Keine Austragung        |
| 2023   | Karketu Dili            | Emmanuel FC       | Sport Laulara e Benfica |

## Torschützenkönig
| Jahr | Name                          | Verein                                  | Tore             |
| ---- | ----------------------------- | --------------------------------------- | ---------------- |
| 2016 | Patrich Wanggai               | Karketu Dili                            | 10               |
| 2017 | Henrique Conceição            | Karketu Dili                            | 13               |
| 2018 | Fábio Christian               | Atlético Ultramar                       | 17               |
| 2019 | Daneil Adadi                  | Assalam FC                              | 12               |
| 2020 | Keine Austragung              | Keine Austragung                        | Keine Austragung |
| 2021 | Daneil Adadi Kefi Hasan Costa | FC Lalenok United Boavista FC unbekannt | 5                |
| 2022 | Keine Austragung              | Keine Austragung                        | Keine Austragung |
| 2023 |                               |                                         |                  |

## Ewige Tabelle
Fettgedruckte Vereine spielen in der Saison 2022 in der Primeira Divisão. Die viertletzte Spalte gibt die durchschnittlich pro Spiel gewonnene Punktzahl an, die drittletzte, wie oft der Verein seit Gründung der Primeira Divisão osttimoresischer Meister wurde. Die dritte Spalte gibt an, wie viele komplette Spielzeiten der Verein schon in der Primeira Divisão gespielt hat.
| Pl.                     | Verein                  | Jahre | Sp. | S  | U  | N  | T+  | T-  | Diff. | Punkte | Ø-Pkt. | Titel | Derzeitige Liga (Saison 2022) | Spielzeiten      |
| ----------------------- | ----------------------- | ----- | --- | -- | -- | -- | --- | --- | ----- | ------ | ------ | ----- | ----------------------------- | ---------------- |
| 1.                      | Karketu Dili            | 5     | 62  | 30 | 18 | 14 | 123 | 74  | +49   | 108    | 1,74   | 2     | Primeira Divisão              | 2016-            |
| 2.                      | Boavista FC             | 4     | 56  | 28 | 15 | 13 | 99  | 61  | +38   | 99     | 1,77   | 1     | Segunda Divisão               | 2016–2019        |
| 3.                      | AS Ponta Leste          | 5     | 62  | 28 | 14 | 20 | 99  | 73  | +26   | 98     | 1,58   | 0     | Primeira Divisão              | 2016–            |
| 4.                      | Sport Laulara e Benfica | 5     | 62  | 22 | 24 | 16 | 105 | 84  | +21   | 90     | 1,45   | 1     | Primeira Divisão              | 2016–            |
| 5.                      | Académica FC            | 4     | 56  | 17 | 16 | 23 | 89  | 90  | −1    | 67     | 1,2    | 0     | Primeira Divisão              | 2016–2019, 2022- |
| 6.                      | FC Lalenok United       | 2     | 20  | 12 | 5  | 3  | 45  | 21  | +24   | 41     | 2,05   | 1     | Primeira Divisão              | 2019–            |
| 7.                      | DIT FC                  | 3     | 34  | 8  | 9  | 17 | 43  | 57  | −14   | 33     | 0,97   | 0     | Segunda Divisão               | 2016, 2018, 2021 |
| 8.                      | Atlético Ultramar       | 2     | 24  | 9  | 1  | 14 | 60  | 57  | +3    | 28     | 1,17   | 0     | Primeira Divisão              | 2018–2019, 2022- |
| 9.                      | FC Porto Taibesse       | 2     | 28  | 7  | 5  | 16 | 27  | 60  | −33   | 26     | 0,93   | 0     | Primeira Divisão              | 2016–2017, 2022- |
| 10.                     | Assalam FC              | 2     | 20  | 6  | 7  | 7  | 37  | 41  | −4    | 25     | 1,25   | 0     | Primeira Divisão              | 2019–            |
| 11.                     | Cacusan CF              | 2     | 28  | 4  | 7  | 17 | 31  | 107 | −76   | 19     | 0,68   | 0     | Segunda Divisão               | 2017–2018        |
| 12.                     | Aitana FC               | 2     | 21  | 4  | 6  | 11 | 22  | 33  | −11   | 18     | 0,86   | 0     | Primeira Divisão              | 2016, 2021–      |
| 13.                     | FC Zebra                | 1     | 14  | 2  | 6  | 6  | 17  | 29  | −12   | 12     | 0,86   | 0     | Segunda Divisão               | 2017             |
| 14.                     | Emmanuel FC             | 0     | 0   | 0  | 0  | 0  | 0   | 0   | ±0    | 0      | 0      | 0     | Primeira Divisão              | 2022–            |
| Stand: Ende Saison 2021 |                         |       |     |    |    |    |     |     |       |        |        |       |                               |                  |